# Stan Shih

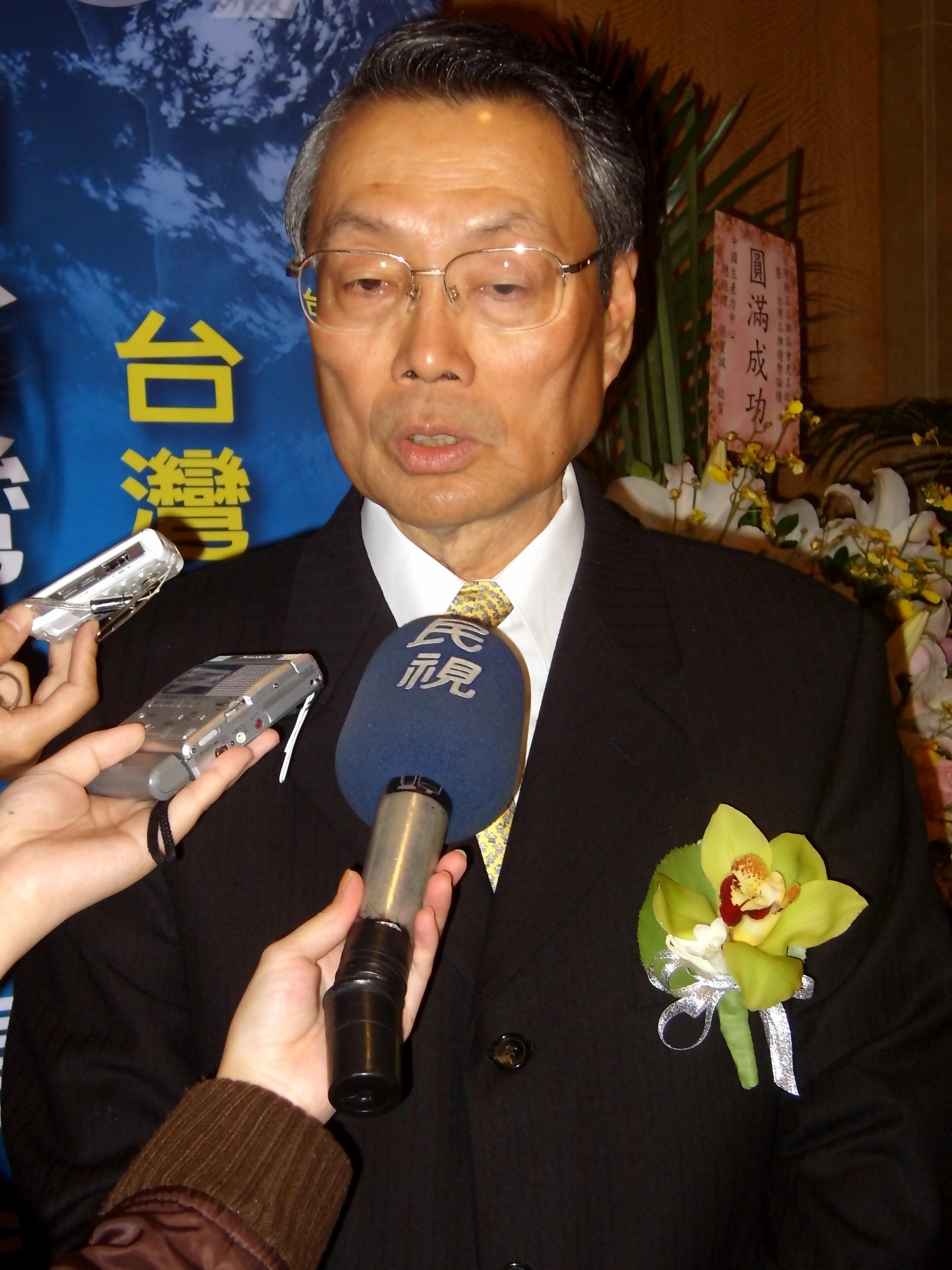
Stan Shih

Stan Shih (chino tradicional: 施振荣, Hanyu Pinyin: Shi Zhènróng, nacido el 8 de diciembre de 1944 en Lukang Township, condado de Changhua, (Taiwán) es un ex magnate de los negocios de Taiwán. Después de recibir el título de Bachelor y Máster en Ingeniería Electrónica de la National Chiao Tung University, Shih fundó Acer (originalmente llamada como Multitech, pero más tarde cambió a Acer en 1987) en 1976 junto con su esposa Carolyn Yeh y un grupo de cinco. Shih presidió Acer hasta su jubilación a finales de 2004, y de un comienzo pequeño la hizo crecer hasta convertirla en una marca multimillonaria en todo el mundo. Después de la jubilación Shih sigue activo en las obras de caridad locales, e incluso fue nombrado Representante Especial del Presidente Chen Shui-bian a la de la APEC Australia 2007.